# Liocranum ochraceum
Liocranum ochraceum är en spindelart som beskrevs av Ludwig Carl Christian Koch 1867. Liocranum ochraceum ingår i släktet Liocranum och familjen månspindlar. Inga underarter finns listade i Catalogue of Life.